# 药发傀儡
药发傀儡，又称火戏、竿火、架子火，是一种在中国北宋时期流行的傀儡戏。但对于“药发傀儡”的制作、表演形态，一直以来都没有详细记载，且元明清后，也极少有关“药发傀儡”的文献记载。只在放“烟火”、“火戏”中有出现傀儡表演名目，有不少学者对此也有过不同程度的描述。现在在中国福建省闽西客家人间普遍存在。

## 剧目
- 《天女散花》
- 《武松打虎》
- 《唐僧取經》
- 《劈山救母》
- 《三打白骨精》